# Automatic Writing
För New Agemetoden, se automatisk skrift
Automatic Writing är ett musikalbum av Ataxia (John Frusciante) släppt 10 augusti 2004. Bandet Ataxia består av John Frusciante, Joe Lally och Josh Klinghoffer. Bandet spelade in 10 låtar inför skivsläppet, det blev cirka 90 minuter musik. Ett andra Ataxia-album, Automatic Writing 2, med de återstående låtarna från inspelningarna släpptes den 29 maj 2007.

## Bandmedlemmar
- John Frusciante - Gitarr, sång på låtarna "Dust", "The Sides", "Another" och "Addition".
- Joe Lally - Bas, sång på "Montreal"
- Josh Klinghoffer - Trummor, Synt, sång på "Another".

## Låtlista
1. "Dust" - 8:56
2. "Another" - 6:22
3. "The Sides" - 6:45
4. "Addition" - 10:15
5. "Montreal" - 12:24